# Adios Amigos (filme)
Adios Amigos é um filme neerlandês de 2016, do gênero drama, dirigido por Albert Jan van Rees. É um remake do filme belga Hasta la vista, de 2011. Foi listado como um dos onze filmes que poderiam ser selecionados como a inscrição neerlandesa para o Melhor Filme Internacional no Oscar 2017, mas não foi indicado.

## Elenco
- Martijn Lakemeier como Lars
- Yannick van de Velde como Philip
- Geert Lageveen como Henk
- Juul Vrijdag como Mieke
- Margot Ros como Lub
- Bas Hoeflaak como Joost